# Susumu Katsumata
Pour les articles homonymes, voir Katsumata.
 (juin 2015).
Si vous disposez d'ouvrages ou d'articles de référence ou si vous connaissez des sites web de qualité traitant du thème abordé ici, merci de compléter l'article en donnant les références utiles à sa vérifiabilité et en les liant à la section « Notes et références ».
Susumu Katsumata (勝又 進, Katsumata Susumu) est un auteur de mangas japonais né le 27 décembre 1943 à Ishinomaki dans la préfecture de Miyagi au Nord-Est du Japon, et mort à Tokyo le 3 décembre 2007 à la suite d'un mélanome. Il est actuellement enterré à Ōta à Tokyo.

## Biographie
Il a fait ses débuts comme mangaka en envoyant des strips humoristiques dans le magazine Garo en 1966, alors qu'il est encore étudiant à la faculté des sciences de Tokyo. Ses strips sont publiés et en 1969 un hors-série lui est consacré.
En 1971, il abandonne ses études pour se consacrer à sa carrière d'auteur. Parallèlement à ses strips humoristiques, il publie des histoires courtes dans lesquelles il dépeint la vie des paysans de sa région natale.
En 2006 il reçoit le grand prix de l'Association des auteurs de bande-dessinée japonais pour son livre Neige Rouge, qui rassemble quelques-unes de ces histoires courtes.

## Œuvres
- Neige rouge, éditions Cornélius, 2007, 256 p.  (ISBN 978-2-915492-45-3)
- Poissons en eaux troubles, éditions Le Lézard Noir, 2013, 224 p.  (ISBN 9782-35348-0487)

## Distinctions
En 2006, il reçoit le Grand Prix de l'Association des auteurs de bande dessinée japonais pour Neige rouge.